# Edward FitzRoy
Pour les articles homonymes, voir Fitzroy.
Edward Algernon FitzRoy, né à Londres le 24 juillet 1869 et mort le 3 mars 1943 dans la cité de Westminster, est un homme d'État britannique.

## Biographie
Il est le second fils de Charles FitzRoy (3e baron Southampton), et un descendant de Henry FitzRoy, duc de Grafton et fils illégitime du roi Charles II au XVIIe siècle. Sa mère Ismania Nugent est dame de la Chambre auprès de la reine Victoria. Edward FitzRoy est éduqué au collège d'Eton et à l'Académie royale militaire de Sandhurst. Il est fermier avant d'entrer en politique, élevant des vaches laitières,,.
Sous l'étiquette du Parti conservateur, il est élu une première fois député de la circonscription de Northamptonshire-sud à la Chambre des communes du Royaume-Uni lors des élections de 1900, remportées par les conservateurs. Il ne se représente pas en 1906 mais retrouve ce siège aux élections de janvier 1910. Capitaine d'un régiment de cavalerie durant la Première Guerre mondiale, tout en demeurant député, il est blessé à la première bataille d'Ypres. À partir de 1915 il commande la cavalerie de la division d'infanterie Guards Division. Son fils Michael, capitaine dans le régiment des Seaforth Highlanders, est tué en avril 1915 à l'âge de 20 ans, lors de son positionnement à un poste d'écoute avancé à la suite de la bataille de Neuve-Chapelle,.
En 1917, Edward FitzRoy rejoint brièvement l'éphémère Parti national - à la fois fortement nationaliste dans le cadre de la guerre et favorable à une politique de plus grande justice sociale pour la classe ouvrière et les employés agricoles. Il réintègre toutefois le Parti conservateur avant les élections de 1918, auxquelles il est élu député de Daventry, circonscription qu'il représentera à la Chambre des communes jusqu'à sa mort. Brièvement vice-président de la Chambre durant la courte législature de 1923, puis à nouveau de 1924 à 1928, il est fait membre du Conseil privé en 1924. Il est élu président de la Chambre des communes en juin 1928, et conservera cette fonction jusqu'à sa mort d'une pneumonie dans ses chambres privées de la présidence en mars 1943. Étant mort en fonction, il n'est pas anobli à la fin de sa carrière, mais cet honneur est conféré à sa veuve Muriel, fille du député conservateur Edward Douglas-Pennant, qui est faite 1er vicomtesse Daventry en mai. Edward FitzRoy est inhumé dans le chancel de l'église Sainte-Marguerite, dans l'enceinte de l'abbaye de Westminster. Son beau-frère y fait installer en son honneur un vitrail, dévoilé par Winston Churchill en 1946,,.